# Carlingford (ort)
Carlingford (iriska: Cairlinn) är en ort i republiken Irland.   Den ligger i grevskapet Lú och provinsen Leinster, i den nordöstra delen av landet, 80 km norr om huvudstaden Dublin. Carlingford ligger 12 meter över havet och antalet invånare är 1 045.
Terrängen runt Carlingford är kuperad åt nordväst, men åt sydost är den platt. Havet är nära Carlingford österut. Närmaste större samhälle är Dundalk, 15,5 km väster om Carlingford. 